# Dolní Chotovický rybník
Dolní Chotovický rybník je rybník o rozloze vodní plochy 0,36 ha nalézající se na Chotovickém potoce na severním okraji obce Chotovice v okrese Česká Lípa. Rybník tvoří spolu s Horním Chotovickým rybníkem rybniční soustavu. Po hrázi rybníka vede cyklotrasa č. 3053 vedoucí z České Lípy do Nového Boru.
Rybník je nyní využíván pro chov ryb.

## Galerie

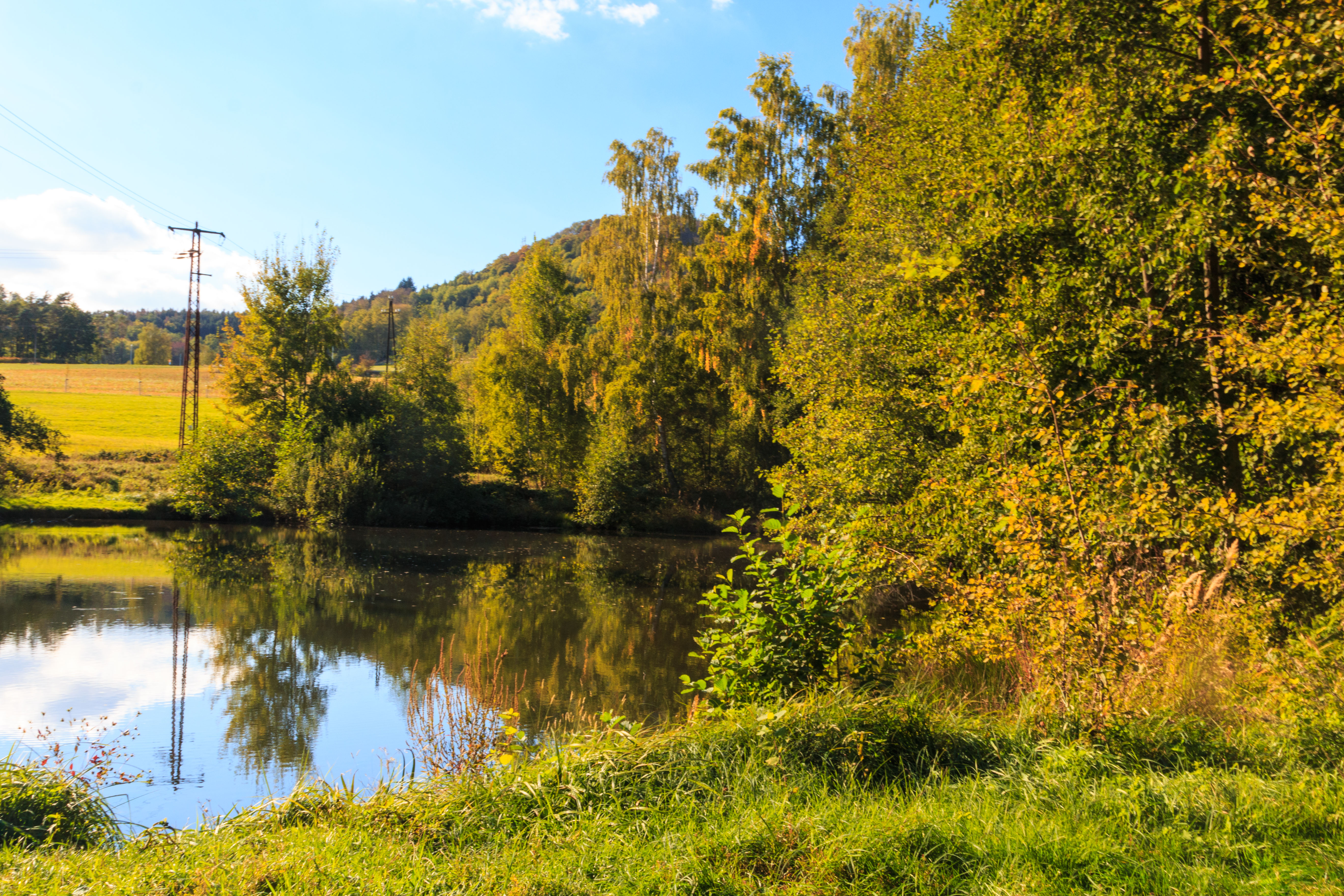
Dolní Chotovický rybník
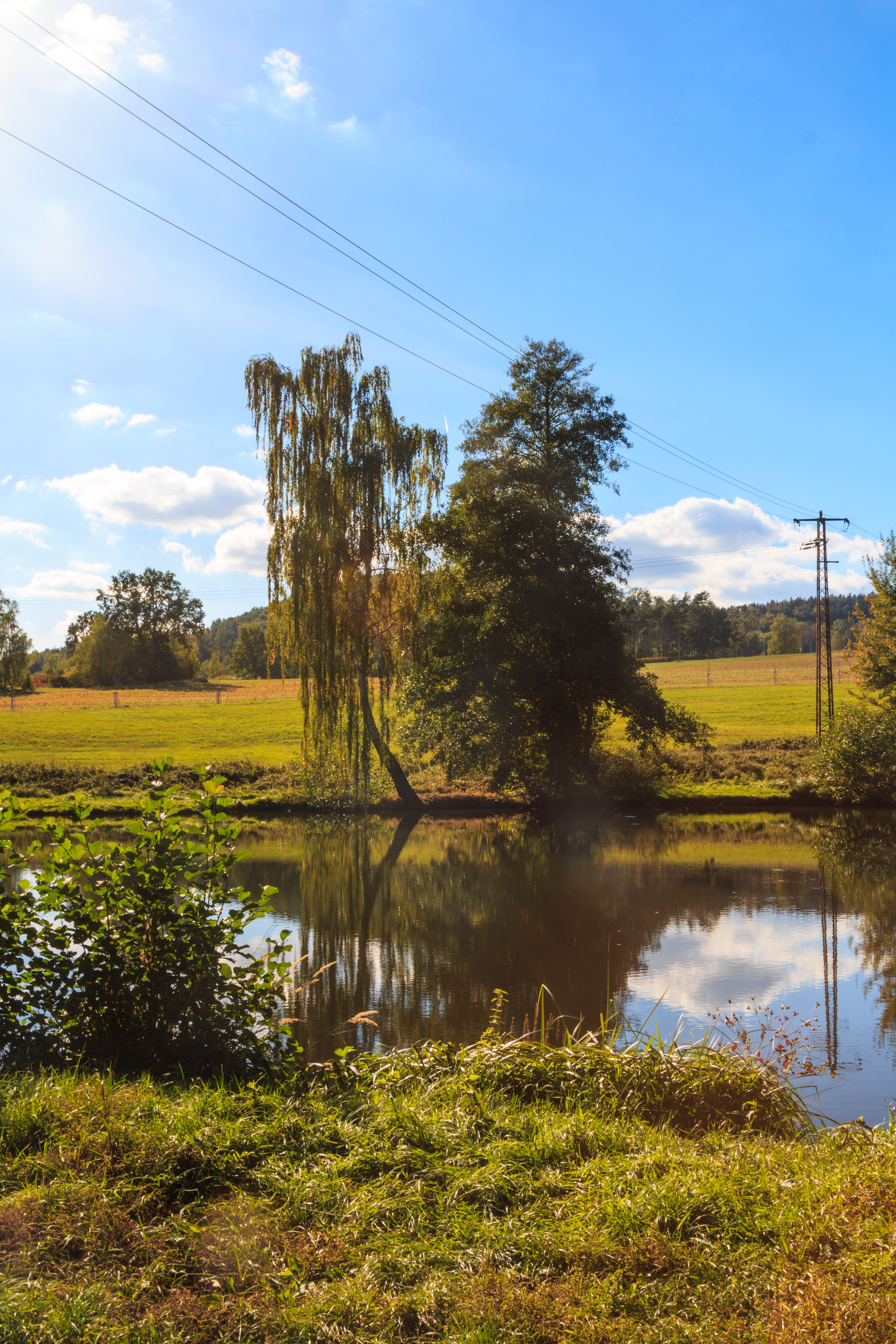
Dolní Chotovický rybník